# 学園ソドム 〜教室の牝奴隷達〜
『学園ソドム 〜教室の牝奴隷達〜』（がくえんソドム きょうしつのめすどれいたち）は、1995年9月8日にPILより発売された18禁リアルタイムシミュレーションゲーム。シナリオは南泌流夫、原画はすえひろがり。当初はPC-9800シリーズ、Windows 3.1用であったが、後にRemasters版でWindows 98に、SM3800シリーズ版でWindows 2000以降に対応した。

## 概要
ストーンヘッズのSM専門レーベルPILの第二弾。刑務所から逃げ出した脱獄犯により、平和な女子校が修羅場と化す設定であり鬼畜・陵辱にこだわった作品。学校という日常的な公共の場で行なわれる陵辱ということもあり、CGの見せ方にも工夫が凝らされていた。原画に成人向け漫画を手がける漫画家すえひろがりを起用し、学校に押し寄せた報道陣のカメラの前での全裸食料運搬など屋外露出シーンも多い。
ゲームシステムはリアルタイムシミュレーションと呼ばれる時間制限の選択式。選択肢が出たら制限時間内にどうするかを即決せねばならず、何も選ばないとタイムオーバーとなるが、敢えてタイムオーバーを選ぶ事でシナリオが進展する場合もある。同様のシステムはセガの『サクラ大戦シリーズ』でも採用されている。
なお、沖縄のインディーズバンド「学園ソドム」はこのゲームから由来している。

## ストーリー
主人公は大学生であり義理の妹と暮らしている。その朝も彼は義妹に起こされ、教育実習先である義妹の学校に向かった。テレビでは死刑囚が脱獄したという物騒なニュースが流れてはいたが、平和な朝であった。
教育実習最終日のその日、主人公の最後の授業中にとつぜん教室に1人の男が銃を持って乱入してくる。そして義妹のクラスの生徒と担任教師などがそのまま人質にとられてしまった。その男こそが朝のニュースでやっていた脱獄した死刑囚であり、連続婦女暴行殺人犯であった。彼は最後の快楽を求めて脱獄し、格好の獲物を発見したのだ。長い禁欲生活に飢えた男は、人質を盾に仲間を釈放させ、学園にたてこもる。
死を覚悟し、最後の享楽に身を任せようとする2人の凶悪犯は散弾銃を片手に次々と酸鼻な要求をし続けるのだった。

## 登場人物
主人公（初期設定：神林明（かんばやし あきら））
大学生で、義妹の通う「聖マリアンヌ学園」に教育実習に行っている。プレーヤーキャラクター。教員になる気は余り無い。授業でアルコールランプなどを使っていることから、担当科目は理科と思われる。
神林未玖（かんばやし みく）
主人公の義理の妹。メインヒロイン。思春期の少女らしく性的な好奇心にあふれる美少女。明るい茶色の髪をツインテールにまとめている。明るい性格で友人も多いが、心の奥では義兄を慕い、ほのかな恋心を抱いている。
後藤美由紀（ごとう みゆき）
未玖のクラスメートで、いわゆる不良娘。さほど服装に乱れは無いが髪をぼさぼさのポニーテールに束ね、何事にもやる気を見せない。勉強は嫌いで体育が得意。灰田と黒岩の陵辱に真っ先に身を挺するなど、義侠心にあふれる。がさつに見えるが、「かわいい」と言われると喜ぶなど、素直な一面もある。
氷野綾乃（ひの あやの）
未玖のクラスメートで、いわゆるお嬢様。父親が大企業の社長で学園の理事長でもあるためわがままな性格である。長いロングストレートの髪で、容姿端麗。真っ先に逃げの姿勢を見せたため、陵辱の標的とされる。
椿いずみ（つばき いずみ）
未玖のクラスメートで、いわゆる委員長キャラ。眼鏡をかけたおかっぱのおとなしい少女。成績優秀で学園でも一二を争う。
千堂知香（せんどう ちか）
神林と同じ教育実習生の女子大生。おっとりしていて同性からも好かれるタイプ。男性経験がなく、性的なことはほとんど未経験。灰田たちに「性教育」されてしまう。
吉岡聖美（よしおか きよみ）
未玖の担任であり、神林や千堂の指導教官。ハイミス風の固いファッションにつりあがった眼鏡をかけ、髪をアップにまとめたお堅い女教師。生徒達からは「厳し過ぎる」と評判は悪い。実習生にも厳しく接する。しかし彼女なりに生徒や実習生のことを考えている。陵辱に晒され、隠していた性癖が露見してしまう。
灰田重義（はいだ しげよし）
連続婦女暴行および殺人の罪で死刑が確定した死刑囚。拘置先のU刑務所を脱獄し、O市にある「聖マリアンヌ学園」を襲う。痩せ型の筋肉質な体型、深い剃り込みが入った坊主頭、爬虫類のような冷たい目という外見に加え、性格は残忍そのもので、女性を徹底的に嬲って殺すことが何より楽しみという正真正銘の外道。頭も切れ、黒岩を手下に陵辱の限りをつくす。不幸な生い立ちを負っており、それをワイドショーで晒されると、我を忘れて激昂する。
黒岩正人（くろいわ まさと）
灰田の子分にあたる連続婦女暴行および殺人の共犯者。C刑務所に無期懲役で服役中だったが、灰田の要求により釈放され学園にやってくる。灰田を心の底から信頼しているが、あまり頭は良くない。興奮すると何をしでかすかわからない激情家。
大八木亜紀（おおやぎ あき）
ワイドショーの女性人気キャスター。灰田に独占取材を申し込んでくる。番組で灰田の過去を暴露したため、怒りを買う。

## OVA
グリーンバニー制作。全2巻。ビデオ、ビデオディスク、DVD、ストリーミングで発売。内容は、製作される予定であった「学園ソドム2」のストーリーをもとにしており、本作とは大きく異なっている。1巻は1998年8月25日、2巻は1999年4月25日に発売した。2012年12月21日に1巻と2巻を一括収録された新盤DVDが発売された。VHS/旧DVDでは無修正であるが、新DVDではモザイクが追加されている。

### スタッフ
- プロデューサー - 雅太郎、須賀信行
- 原作 - PIL／ストーンヘッズ
- スーパーバイザー - 田所広成
- ストーリー原案 - まるちゃん(丸谷秀人)
- キャラクター原案 - Micky
- 脚本・監督 - 静玄九郎
- 絵コンテ - 播野無四郎
- キャラクターデザイン・作画監督 - 雛玉サキ
- 動画・動画チェック・仕上・背景 - K.PRODUCTION
- 色彩設定・色指定 - 坂井万里
- 美術監督 - 片平真司
- タイトルリスワーク - マキ・プロ
- 特殊効果 - 山本公
- 撮影監督 - 火田杏子
- 編集 - 西出栄子
- 現像 - 東京現像所
- 音楽プロデューサー - 岩田靖弘
- 音楽 - 結城和宏
- 宣伝 - TOMOKO
- 音響監督 - 黛計
- 音響効果 - スワラプロ
- 音響製作 - アーツプロ
- 録音 - 市川修
- 録音助手 - 伊東光晴
- 録音スタジオ - タバック
- 製作担当 - 渡辺秀信
- 製作進行 - 上田純久、村岡康成
- アニメーション製作 - アートランド
- 製作 - グリーンバニー

### 主題歌
エンディングテーマ「秘蹟」
作詞 - Hiroe /  作曲 - エリック茶亭 / 歌 - Hiroe

### キャスト
- 山尾悠生 - 飯嶋早紀
- 江波華音 - 霧島瑞樹
- 基多和 - 真藤真子
- 野上雪香 - 上村真奈美
- 久米原彩美 - 沢渡陵子
- 黄瀬良彦 - 和泉健雄
- 村野直人 - 平沢昇
- 神代光矢 - 三崎充
- 警官 - 海乃広司
- 部下 - 矢部喜紀
- TVキャスター - 西海悟史
- ゲスト - 草薙和義、南野武雄
- 女生徒 - 藤城睦美、高口瑠美子、水川麻由、藤岡敦美
- 男子生徒 - 仲村挂惺、山野裕樹、武藤悠太

## その他
- 今作は映画『高校大パニック』に着想を得て制作された（「原画集」より）。
- 当時、全日空857便ハイジャック事件が発生したため、影響を考慮し当初予定した発売日を延期をしている。
- 当初、未玖の名は唯であったが、同年に発売されたエルフの『同級生2』のヒロイン・鳴沢唯と被るため名前を変更した。
- いずみが灰田の生い立ちや暗い過去に言及して説得するシーンが検討されたが、「犯罪行為を肯定していると誤解される」として見送られた（「原画集」より）。
- 「学園ソドム2」という続編が予定されていた。おかしくなった化学教師が自作の爆弾で生徒を人質に女子校に立てこもるという設定で、全編フルボイス・フルアニメーションの作品になるはずであったが、諸事情により発売されなかった。後に発売されたOVA版『学園ソドム』は本作の設定を基に作られている。
- 雑誌「メガストア ギミックス」に、本作のブルース調電波ソングが収録された。

## 関連商品
PCゲーム
- 学園ソドム Remastars
  - 1999年5月21日発売。Windows 98対応作品。物語内容はそのままで、CGがフルカラー化、音声がフルボイス化された。オープニング曲とエンディング曲に歌詞をつけた歌も収録されている（歌唱は未玖役の声優）。初回限定版には、ゲーム「学園ソドム・嘘版」（通称「学園嘘ドム」）を収録。その後、PILの廉価版ブランドSM3800シリーズとして販売されている。
  - 「嘘ドム」は元々は雑誌「メガストア」の付録だった。通常版と同じ作画を使っているものの、登場人物は台詞は全てパロディにまみれたものに差し替えられており、お笑い要素が極めて強い内容となっている。

書籍
- PIL ANTHOLOGY COMIC SADISTIC LOVE（コンパス社発行） ISBN 4-906407-61-7
  - 原画のすえひろがり（末広雅里）による後日談的なコミックが掲載されている。

- 小説「学園ソドム―教室の牝奴隷達」（コアマガジン社発行） ISBN 4-87734-106-4
  - 作者は翠川登志。アダルトゲーム雑誌「メガストア」に連載後、1997年に単行本化。

## 関連作品
- タイピングSM 鞭打
  - 2001年12月14日発売。PILのゲームを素材にしたPC用タイピングゲーム。中の上級コースが学園ソドムをテーマとしている。
- マスカレード 〜地獄学園SO/DO/MU〜
  - 2006年5月26日。発売はストーンヘッズの女性向けアダルトゲームブランドPIL/SLASH。「凶悪犯が学校に立てこもる」というコンセプトをそのまま男子校に置き換えており、全編男同士の絡みが繰り広げられる。